# Bistum Bovino
Das Bistum Bovino (lat.: Dioecesis Bovinensis) war eine in Italien gelegene römisch-katholische Diözese mit Sitz in Bovino.

## Geschichte

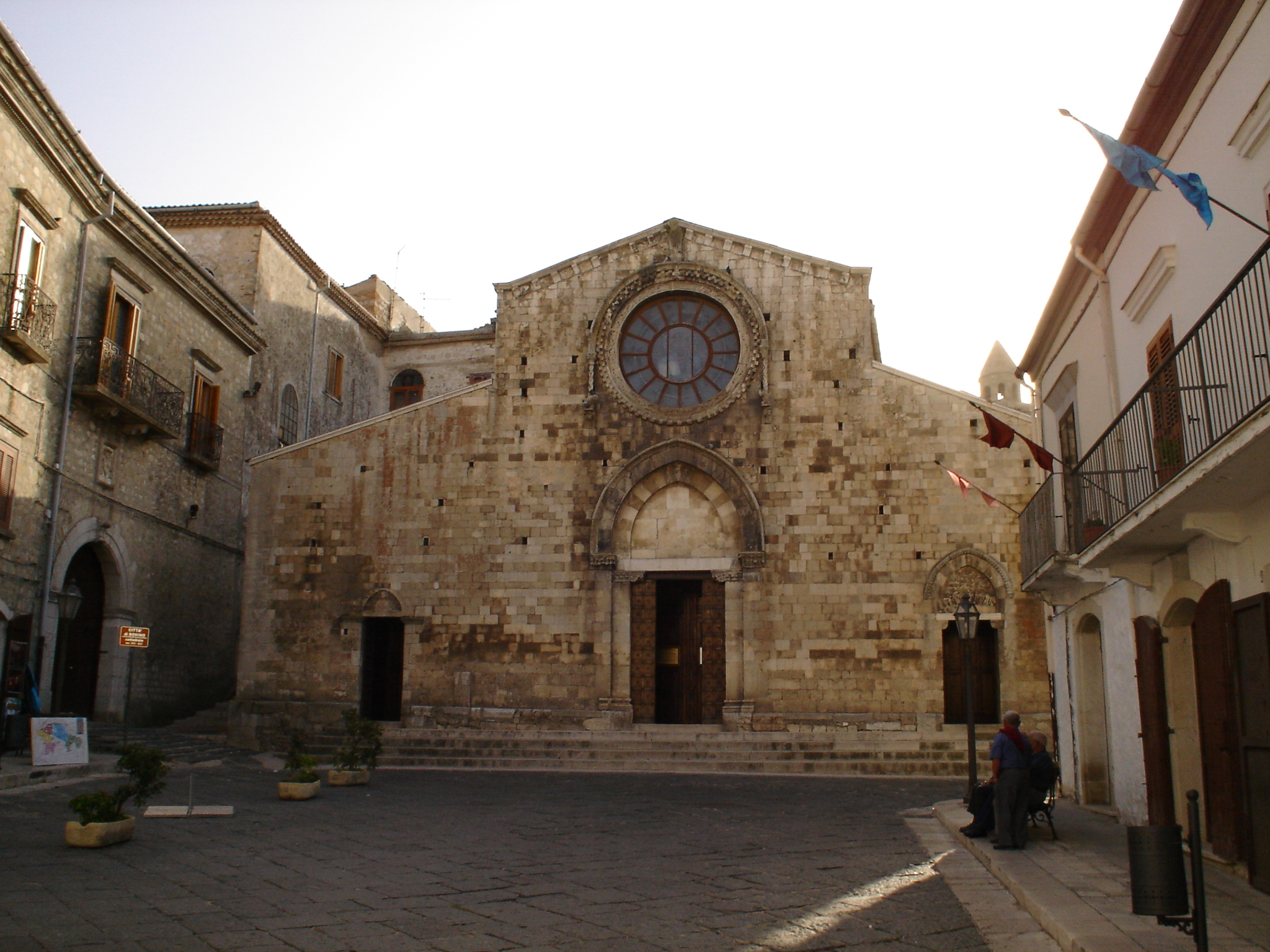
Kathedrale Santa Maria Assunta in Bovino

Das Bistum Bovino wurde im 5. Jahrhundert errichtet. Der erste Bischof war Johannes.
Am 30. September 1986 wurde das Bistum Bovino durch die Kongregation für die Bischöfe mit dem Dekret Instantibus votis dem Erzbistum Foggia angegliedert.
Das Bistum Bovino war dem Erzbistum Benevent als Suffraganbistum unterstellt. Es umfasste 10 Pfarreien und war 396 km² groß.